# 托马斯·阿姆隆
托马斯·阿姆隆（英語：Thomas Amlong，1935年6月15日—2009年1月26日），美国男子赛艇运动员。他曾代表美国参加1964年夏季奥林匹克运动会赛艇比赛，获得男子八人单桨有舵手金牌。

## 家庭
弟弟约瑟夫·阿姆隆。